# Vochysia poncy-barrieri
Vochysia poncy-barrieri är en tvåhjärtbladig växtart som beskrevs av Marc.-berti. Vochysia poncy-barrieri ingår i släktet Vochysia och familjen Vochysiaceae. Inga underarter finns listade i Catalogue of Life.